# Cladonia jaliscana
Cladonia jaliscana är en lavart som beskrevs av Ahti & Guzm. -Dáv. Cladonia jaliscana ingår i släktet Cladonia och familjen Cladoniaceae.   Inga underarter finns listade i Catalogue of Life.